# Khu quốc hội 2, Oregon
Khu quốc hội số 2 của Oregon là khu lớn nhất trong số năm khu quốc hội của tiểu bang Oregon, và là khu quốc hội lớn thứ 7 tại Hoa Kỳ. Khu quốc hội này bao phủ khoảng 2/3 diện tích tiểu bang Oregon, phía đông của thung lũng Willamette. Nó bao gồm toàn bộ các quận Baker, Crook, Deschutes, Gilliam, Grant, Harney, Hood River, Jackson, Jefferson, Klamath, Lake, Malheur, Morrow, Sherman, Umatilla, Union, Wallowa, Wasco, Wheeler, và phần phía đông của Josephine bao gồm một phần khu vực Grants Pass. Trước khi phân chia lại khu quốc hội năm 2002, phần lớn quận Josephine cũng nằm trong khu quốc hội này.
Khu quốc hội này do dân biểu Cộng hòa Greg Walden đại diện từ năm 1998.